# 艾格蒙特国家公园
艾格蒙特国家公园（英語：Egmont National Park）是新西兰北岛西部的一座国家公园，因艾格蒙特山（也称塔拉纳基山）而得名。艾格蒙特山海拔2,518米，为新西兰著名的一座休眠火山。山下的森林里生长有芮木和瑞塔树等珍贵植物。为著名的旅游胜地。